# El Recuenco
El Recuenco – gmina w Hiszpanii, w prowincji Guadalajara, w Kastylii-La Mancha, o powierzchni 75,18 km². W 2011 roku gmina liczyła 86 mieszkańców.